# Дуглас Мак-Грегор
Ду́глас Мак-Гре́гор (англ. Douglas McGregor) (1906, Детройт — 1 жовтня 1964, Массачусетс) — американський соціальний психолог. Дуглас Мак-Грегор створив Теорії мотивації «Х» та «У».

## Біографія
Народився Дуглас Мак-Грегор в Детройті (США) в 1906 році.
Ступінь доктора філософії отримав в Гарвардському університеті в 1935, де згодом працював викладачем.
У 1937 перейшов до Массачусетського технологічного інституту (МТІ), де став одним з організаторів відділення виробничих відносин.
У 1948 став ректором Антіохського коледжу.
З 1954 — перший професор-стипендіат Слоуна в Массачусетському технологічному інституті, працював там до самої смерті в 1964 році.

## Внесок у теорію менеджменту
На початку 50-х років Мак-Грегор вперше сформулював свої ідеї про управління, які в 1960 році були опубліковані в його головній праці «The Human Side of Enterprise» («Людська сторона підприємства»). Д. Мак-Грегор стверджував, що існує два концептуальні підходи до менеджменту персоналу, перший з яких ґрунтується на «теорії X», а другий — на «теорії Y».

### «Теорія X»
Основна теза: середньостатистична людина лінива, не любить працювати і за першої нагоди уникає роботи. Отже, менеджер змушений вдаватися до жорстких (тотальний контроль і система покарань) і м'яких (переконання і заохочення) форм примусу. Але обидва ці методи помилкові, тому що не беруть до уваги причину небажання працювати: справа в тому, що людині мало гідної винагороди за працю, їй необхідна можливість самореалізації, а будь-яка форма примусу цьому перешкоджає.

### «Теорія Y»
Діаметрально протилежну тезу обстоює Теорія Y. Людині властиво витрачати моральні і фізичні сили на роботу так само, як відпочивати або грати. Це означає, що людину можна стимулювати до праці, якщо дати їй можливість повністю розкритися, брати на себе відповідальність, відчувати свою значимість для організації. На жаль, зазначає Мак-Грегор, в умовах сучасного індустріального суспільства інтелектуальний потенціал людини використовується не повністю.
Мак-Грегор стверджував, що в одних ситуаціях (наприклад, масове виробництво) годиться тільки теорія X, а в інших — тільки теорія Y. Розуміючи, що повністю реалізувати його теорії на практиці неможливо, Мак-Грегор намагався донести до менеджерів думку про те, що службовці можуть зробити для організації набагато більше, якщо з ними поводитися як з цінними і відповідальними співробітниками.

### «Теорія Z»
До своєї смерті в 1964 р. Мак-Грегор працював над теорією Z, в якій намагався поєднати запити і прагнення корпорації і окремої людини. Цю незакінчену роботу продовжив Вільям Оучи, який взяв її як назву своєї книги, де постарався сформулювати уроки японського менеджменту. В теорії організацій Z, запропонованой Оучи, центральними положеннями є довічна зайнятість працівників, турбота про працівників, в тому числі про їх соціальне життя. Рішення, що приймаються на основі консенсусу, повільне кар'єрне просування, відмінна передача інформації, відданість компанії та активна турбота про досягнення високої якості. Якщо Мак-Грегор прожив би довше і зумів завершити теорію Z, можливо, він прийшов би до варіанту, що містить аналогічні складові.

## Інше
- Теорія мотивації Дугласа Мак-Грегора